# Lauff Island
Lauff Island ist eine kleine Insel vor der Bakutis-Küste des westantarktischen Marie-Byrd-Lands. Sie liegt 3 km nördlich des Kap Dart von Siple Island.
Entdeckt und aus der Luft fotografiert wurde die Insel bei der US-amerikanischen Operation Highjump (1946–1947). Das Advisory Committee on Antarctic Names benannte sie 1962 nach Bernard John Lauff (1919–1995) von der United States Navy, Kommandant des Eisbrechers USS Glacier bei der von 1956 bis 1957 dauernden Operation Deep Freeze II.